# Кантарджийска къща
Кантарджийската къща, позната и като Антон-Кантарджийска къща има същата централна пространствена група, като други такива къщи в Копривщица от времето на разцвета на копривщенската възрожденска архитектура в периода между 1842 и 1870 година. Двете заедно с намиращата се срещуположно къща на Тодор Каблешков доминират архитектурния ансамбъл в района.
Кантарджийската къща има устройство състоящо се от портик, салон на първия етаж, стълба, горен салон и кьошк. Осево-симетричното решение на плана и главната фасада, цялата геометрия на сградата и помещенията са без отклонения от модела на симетричната копривщенска архитектура. Най-важното и значитеклно пространствено явление при къщата е решението за вида и мястото на стълбището между двата етажа. Стълбата е направена в унисон с главната ос на сградата, направена е трираменна, като низходящота рамо е по-широко и заема централно место, а възходящите рамена са две и са по-тесни от него. В това решение има логика която и придава представителност и модерна театралност на подхода към втория етаж.
В първата половина на 20-ти век къщата на Кантарджиеви се използва като лятна колония-летовище на софийското училище „В. Априлов“. Това се вижда от една снимка на ученици пред нея от 1934 г. Към снимката има пояснение, че това става по инициатива на местния учител Славчо Кацаров.